# 瓜生卓造
瓜生 卓造（うりゅう たくぞう、1920年（大正9年）1月6日 - 1982年（昭和57年）6月1日）は、日本の小説家、随筆家。兵庫県神戸市生まれ。早稲田大学政治経済学部卒業。
息子は瓜生中(うりゅう　なか)で同じく作家。

## 受賞・候補歴
- 1954年（昭和29年）「南緯八十度」で第32回芥川賞最終候補作となる
- 1955年（昭和30年）「北極海流」で第33回直木賞最終候補作となる
- 1957年（昭和32年）「単独登攀」で第38回直木賞最終候補作となる
- 1978年（昭和52年）「檜原村紀聞」で第29回読売文学賞（随筆・紀行部門）を受賞

## 著作
- 「単独登攀」 朋文堂、1958
- 「遠い湖」 朋文堂、1958
- 「氷原の旅」 雪華社、1959
- 「流氷」 雪華社、1960
- 「針葉樹林」 朋文堂、1960
- 「八郎潟」 講談社、1962
- 「新雪雪崩」 朋文堂、1963
- 「谷川岳 生と死の条件」 中公新書、1969
- 「スキー三国志 歴史を彩るスキー名勝負の数々」 スキージャーナル社、1970
- 「冬の旅」 山と渓谷社、1970
- 「札幌という街」 山と渓谷社、1971
- 「雪の軌跡」 スキージャーナル社、1971
- 「谷川岳鎮魂」 実業之日本社、1972
- 「金精峠」 スキージャーナル社、1972
- 「間宮林蔵」 山と渓谷社、1974
- 「おおまち物語」 山と渓谷社、1976
- 「雪と幻影」 毎日新聞社、1976
- 「銀嶺に死す 山岳遭難の記録」 スキージャーナル社、1976
- 「檜原村紀聞 その風土と人間」 東京書籍、1977
- 「スキー風土記」 日賀出版社、1978
- 「小林一茶」 角川書店、1979
- 「日本山岳文学史」 東京新聞出版局、1979
- 「横浜物語」 東京書籍、1979
- 「桜の湖」 東京新聞出版局、1980
- 「多摩源流を行く」 東京書籍、1981
- 「欅の冬」 木耳社、1981
- 「大岩壁」 毎日新聞社、1981
- 「奥多摩町異聞」 東京書籍、1982
- 「漂鳥のうた 井上井月の生涯」 牧羊社、1982
- 「良寛讃歌」 東京書籍、1982
- 「雪嶺秘話 伊藤孝一の生涯」 東京新聞出版局、1982